# Týché
Týché (řecky Τύχη, latinsky Fortuna) je v řecké mytologii dcerou Titána Ókeana a jeho manželky a sestry Téthys. Je bohyní šťastné náhody.
Žije na Olympu v blízkosti nejvyššího boha Dia, je líčena jako mladá krásná žena, povahou vrtkavá a nestálá jako štěstí. V její pravomoci je rozhodovat, kolik štěstí který smrtelník bude mít. Některé zasypává dary, jiným sebere všechno, co mají, prostě někdo je dole a jiný nahoře. Běda však, jakmile se některý její oblíbenec vychloubá svým bohatstvím, nerozdává ze svého majetku bohům ani chudým, projeví se Týché jako Nemesis, bohyně spravedlivé odplaty.
Pečovala o mladého boha bohatství Plúta, byla opatrovnicí malého Dia. Jako atributy nosí roh hojnosti, z něhož sype úrodu, šperky či mince. Na hlavě může mít věnec uvitý ze zemědělských plodin, doprovází ji kozičky Amaltheie. Nosí dárky pro své oblíbence. V tom případě bývá okřídlená. Může být ztotožněná s Fortunou.
Milují ji bohové i lidé. Byla oblíbená v provinciích Antiochie, Sýrie a Horní Egypt.

## Vyobrazení

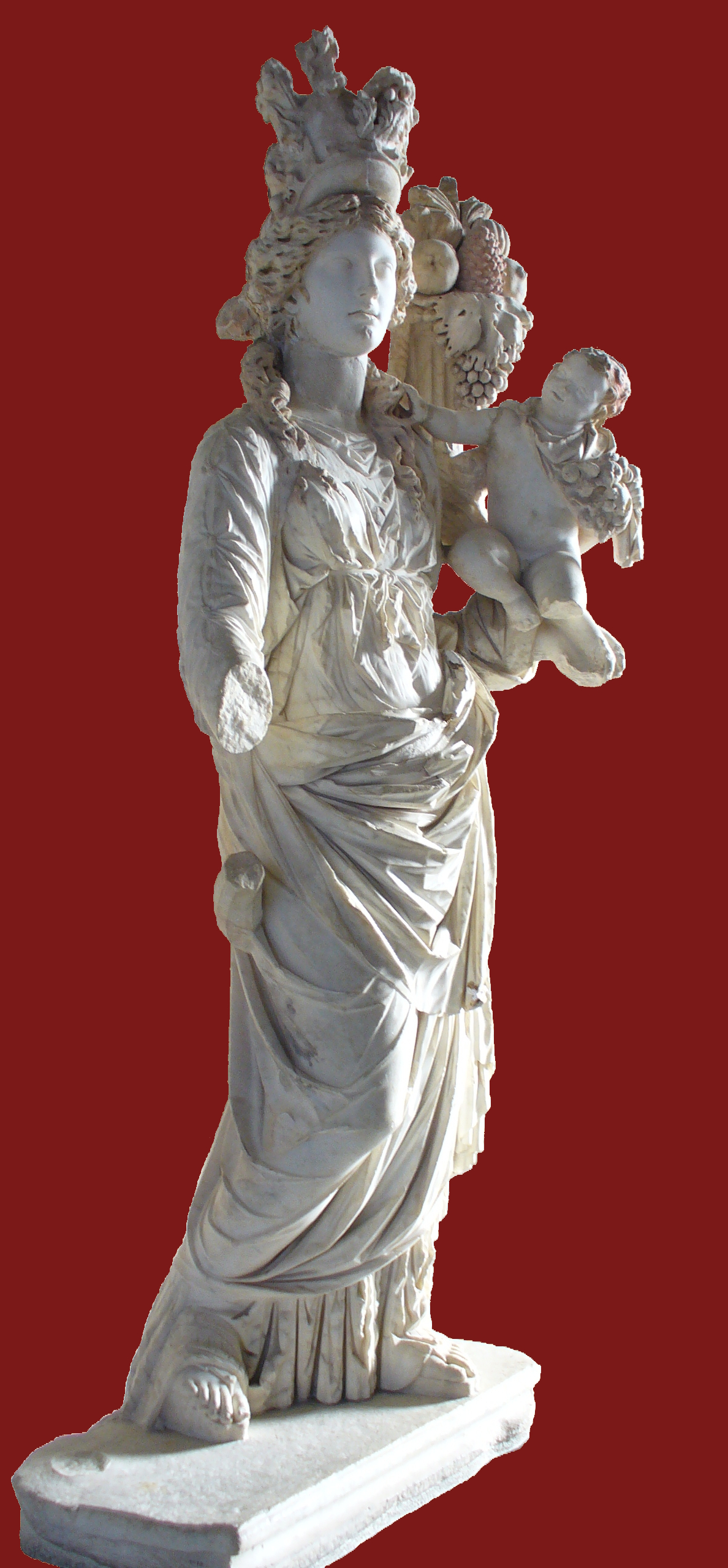
Týché a Pluto, 1. stol., Istanbul

Antičtí umělci ji zobrazovali nejčastěji s křídly. Jako atributy nosí roh hojnosti, z něhož sype úrodu, šperky či mince. Na hlavě může mít věnec uvitý ze zemědělských plodin, nebo vysokou panovnickou korunu. Často vestoje balancuje jednou na kouli, aby připomněla vrtkavost štěstí a nestálost. Bývá patronkou mořeplavců, je patronkou města a přístavu Alexandrie (její nedochovaná socha z roku 354 je zachycena v kresbě z římské chronografie). Bývala také předkřesťanskou patronkou Konstantinopole. Její socha bývala umístěna na kormidle nebo na kýlu lodí. Může být vyobrazena s nohou na rameni plavce, je to Orontes, personifikace řeky protékající Tureckem a Sýrií, kterou Týché může nechat katastroficky rozvodnit nebo vyschnout.
Sochy
- Týché z Ostie s rohem hojnosti a kormidlem v pravé ruce; kopie Vatikánská muzea v Římě
- Týché z Antiochie nad Orontem, kopie podle Lýsippova žáka Eutychida ze Sicyonu, začátek 3. stol. př. n. l.; kopie Vatikánská muzea v Římě
- Týché Kommagene', torzo hlavy z trůnící antiochijské sochy, kolem 60 př. n. l., Nemrut, Antiochie (Turecko)
- Týché a Pluto, zčásti polychromovaný vápenec, 1. stol., Archeologické muzeum Istanbul
- Týché Antiochijské s plavcem, bronzová votivní soška, římská kopie podle Eutychida, původ Tartús (Sýrie), Louvre

Reliéfy
- Tři korunované Týché, mramor, kolem roku 160 n. l., Louvre
- Mince – bývá na reversu mincí římských/řeckých provincií, zvl. Antiochie

## Galerie

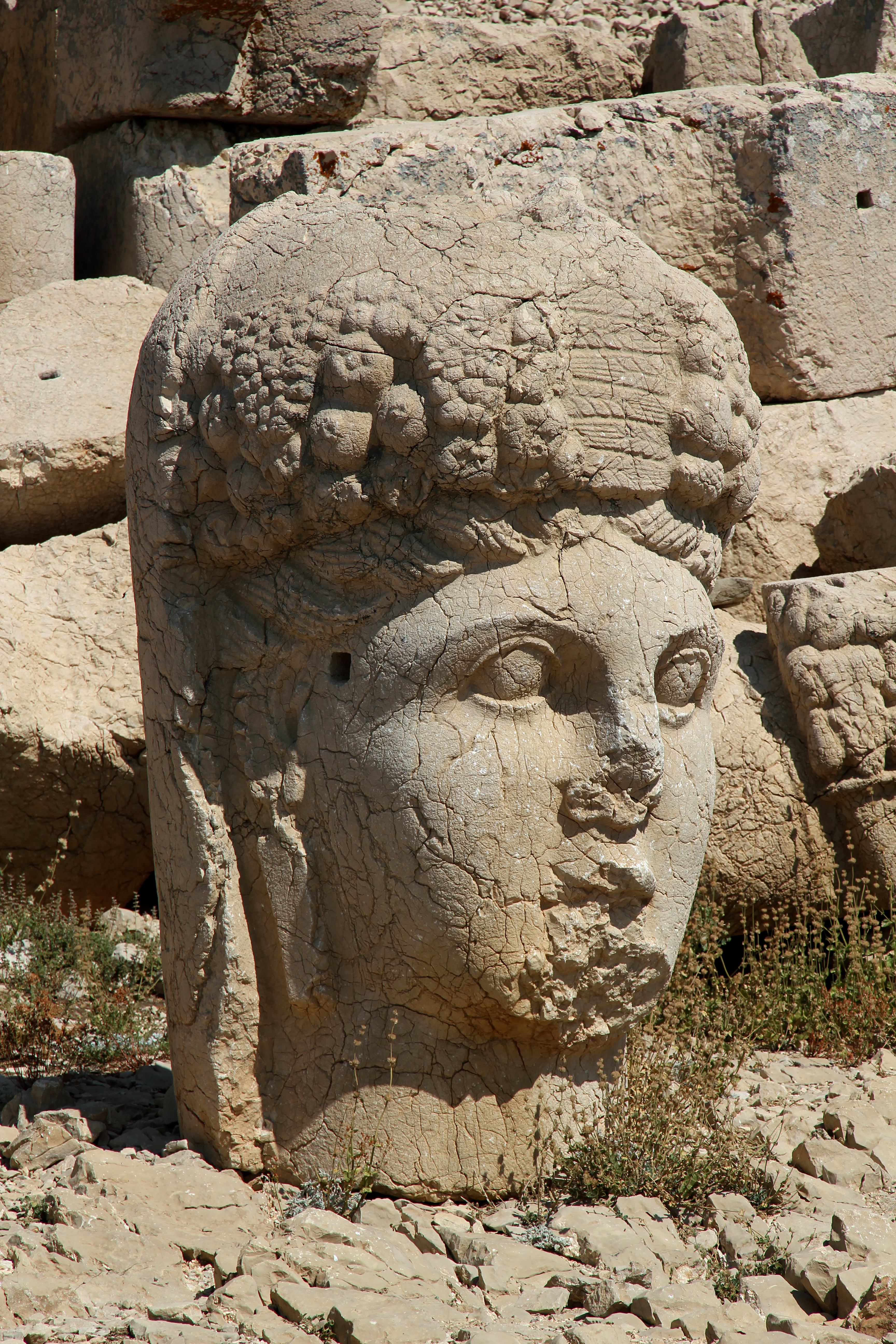
Hlava Týché Kommagene, Nemrut
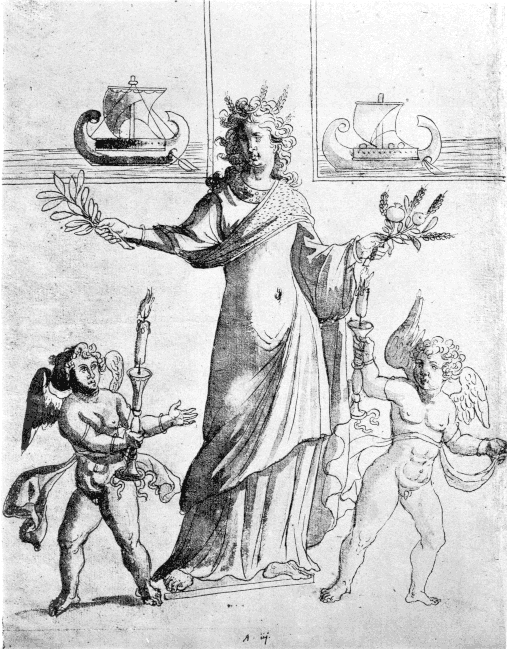
Socha patronky města Alexandrie z r. 354
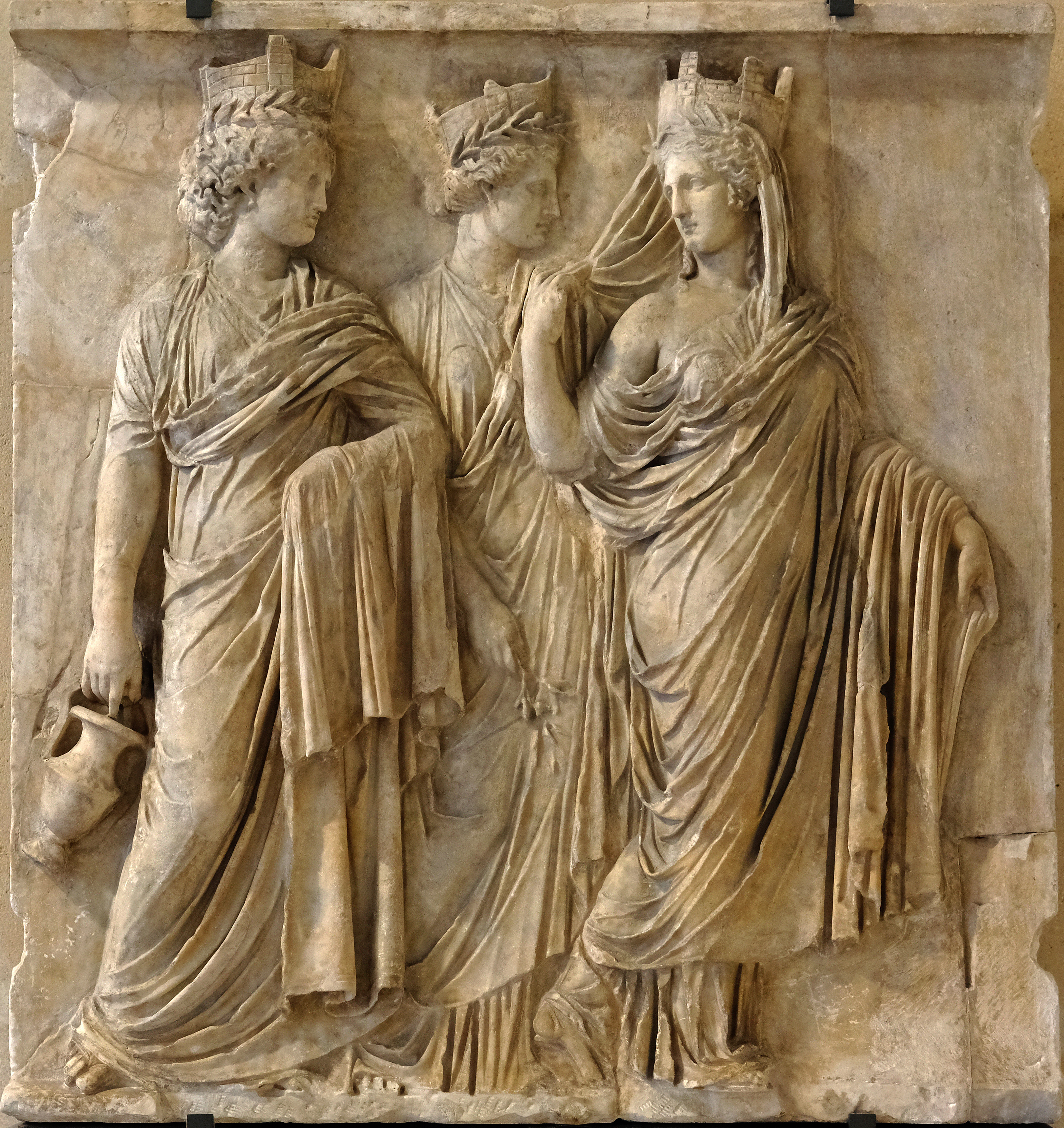
Tři Týché, Louvre
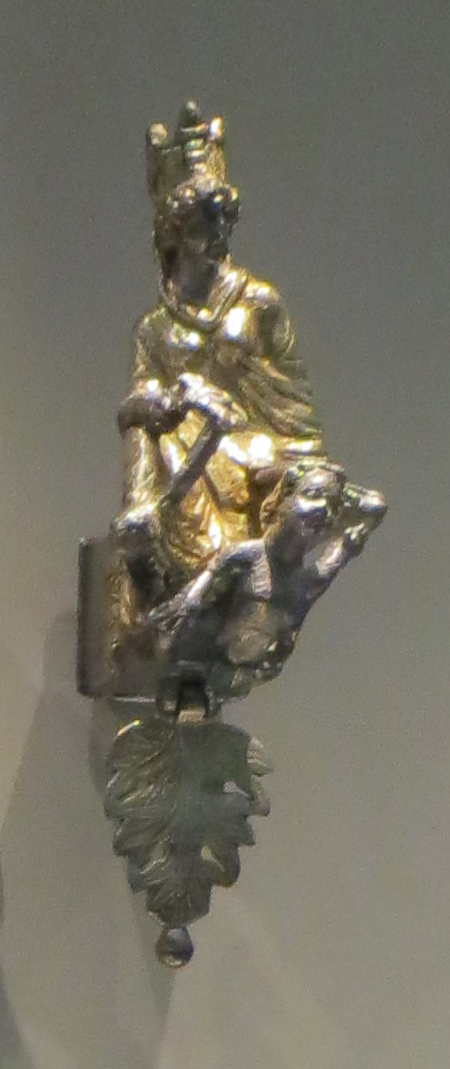
Soška Týché na kýlu lodi, Esquilinský poklad, Vatikánská muzea Řím
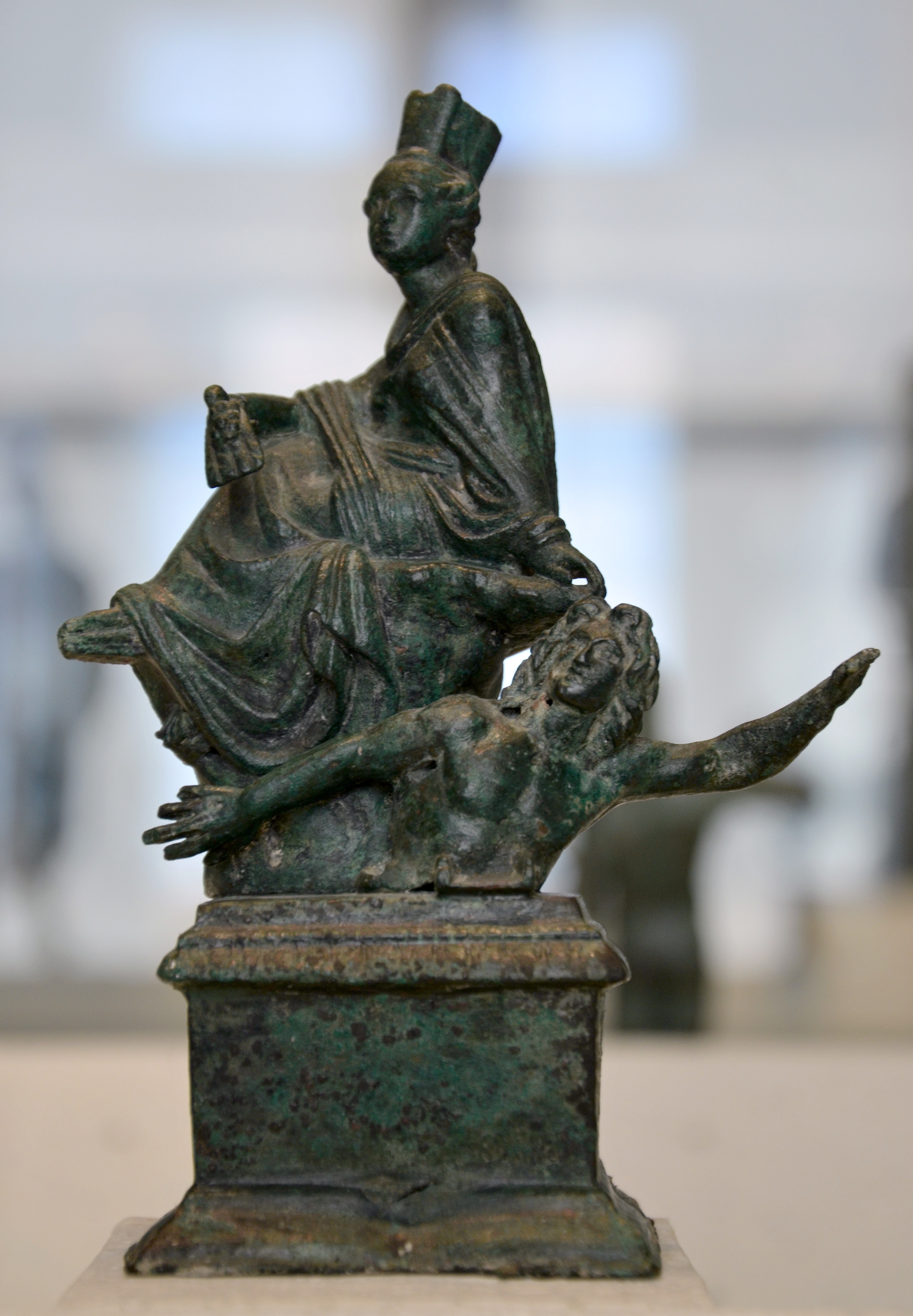
Bronzová soška Týché Antiochijské s plavcem Orontem